# لين البطوش
لين ياسين محمد البطوش هي لاعبة كرة قدم أردنية تلعب كمهاجم لصالح منتخب الأردن، ولدت في 20 يوليو 2001. شاركت في عدد من البطولات الدولية في 29 مباراة دولية، ولها هدفين دوليين.

## روابط خارجية
- لين البطوش – سجل منافسات الفيفا
- لين البطوش  على سكروي
- Leen Al-Btoush at the Jordan Football Association